# Xe tăng Type 63
Xe tăng kiểu 63 (Type 63) là một xe tăng do hãng Norinco của Trung Quốc sản xuất tại nhà máy 615 Thiểm Tây từ năm 1963. Mẫu xe tăng này được viện kĩ thuật quân sự (MEI) thiết kế dựa trên xe tăng PT-76 của Liên Xô nhưng khung gầm có kích thước lớn hơn một chút và được trang bị pháo 85 mm nòng trơn thay vì pháo 76,2 mm của PT-76. Nó còn biết đến với tên công nghiệp là WZ211.
Type 63 được coi là 1 biến thể của PT-76. Ở Việt Nam loại xe này được gọi là xe tăng K-63 vì từ Type 63 (bính âm Hán là "Liùsān shì", âm Hán-Nôm đọc là "Lục tam thức") dịch sang nghĩa tiếng Việt là "Kiểu 63". Tuy nhiên Quân đội Nhân dân Việt Nam thường gọi nó là xe PT-85 ("PT" là tên của xe PT-76, "85" ám chỉ cỡ nòng pháo).

## Vũ khí
Type 63 được trang bị 1 pháo 85mm loại 62-85TC cùng một súng máy đồng trục 7,62mm kiểu T59 (2000 viên) và súng máy 12,7mm kiểu 54 chống máy bay.

## Đặc điểm cơ bản
Type 63 có một động cơ diesel 12150L-2 12 xi-lanh làm mát bằng chất lỏng, có công suất 20,3 mã lực / tấn (15,1 kW / tấn). Dùng hệ thống treo là thanh xoắn. Tầm hoạt động là 370 km trên đất liền, 340 km khi chiến đấu vượt biên và 12 km khi lội sông, suối. Vận tốc của Type 63 là 64 km/h trên bộ, 12 km/h dưới nước. Kíp chiến đấu gồm 4 người (lái xe, xạ thủ, chiến sĩ nạp đạn và chỉ huy). Kiểu 63 nặng 19,83 tấn, cao khoảng 2,52 đến 3,12 m, rộng 3,2 m và dài 8,44 m.

## Bọc giáp

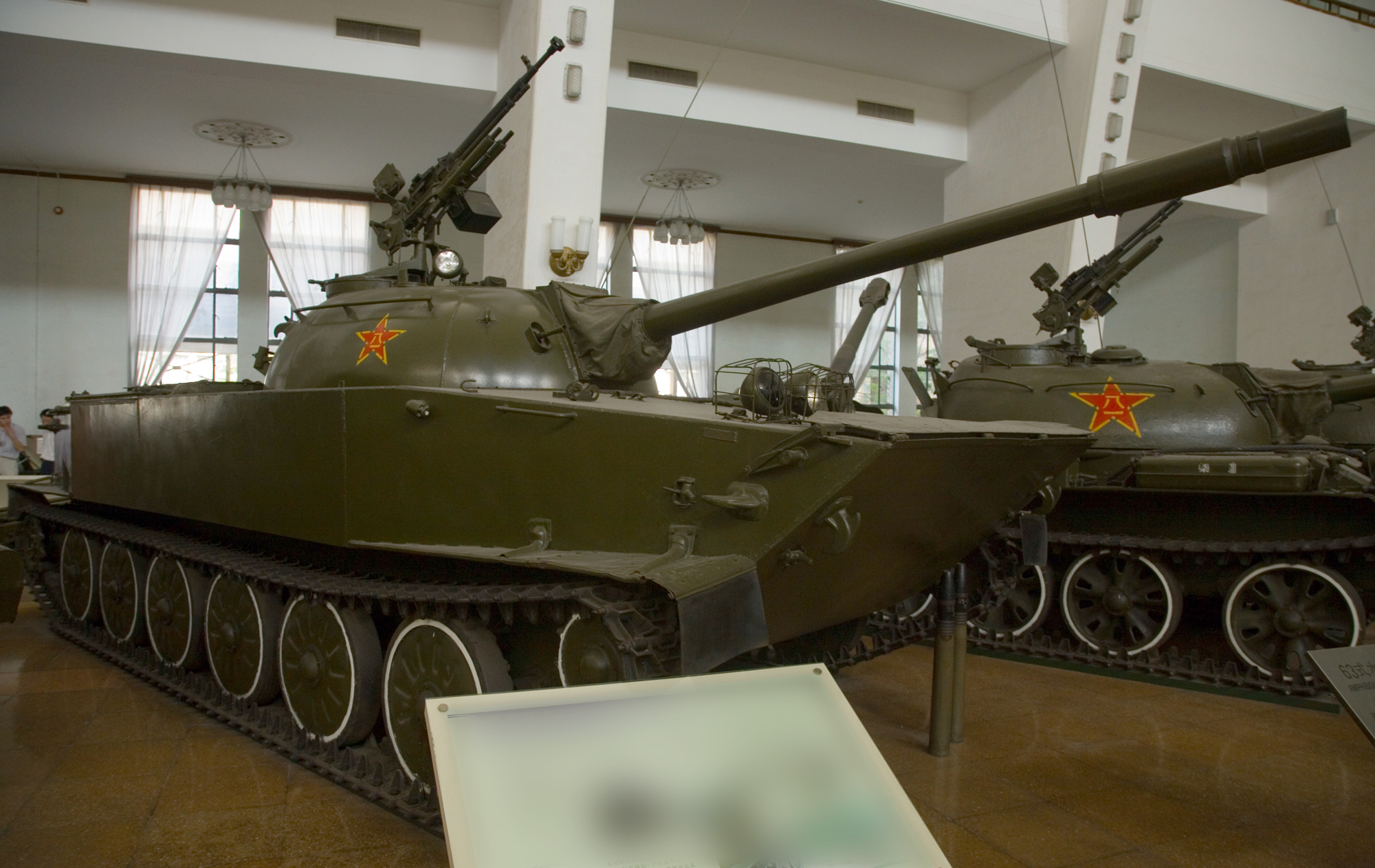
Xe tăng Kiểu 63 nhìn từ thân phải

Hàn thép cán 11 mm nghiêng 65 độ (phía trước thân), 14 mm ở phía bên thân, 10 mm thân (phía sau), 10 mm trên.
Nhìn chung, giáp xe được làm khá mỏng để duy trì trọng lượng nhẹ nhằm bơi lội được. Vỏ giáp của xe chịu được đạn súng bộ binh và mảnh đạn pháo, nhưng không thể chịu được đạn pháo (cỡ 20mm trở lên) bắn trúng.

## Lịch sử hoạt động

### Trung Quốc
Type 63 vào sản xuất và phục vụ vào năm 1963. Các phiên bản sản xuất ban đầu đã nhanh chóng được thay thế bằng loại Type-63I có một động cơ mạnh mẽ hơn, mô hình động cơ 12150-L2 12 xi-lanh động cơ diesel làm mát bằng chất lỏng. Type 63 được thiết kế nhiều lần nhằm đạt được khả năng vượt mọi địa hình, lội sông - suối, có thể vượt biển với điều kiện khắc nghiệt ở tốc độ cao. Quân Giải phóng Nhân dân Trung Quốc nhận được mẫu xe này vào năm 1963-1964. Đặc biệt, vào năm 1966 Type 63 đã đi từ bán đảo Lôi Châu, vượt eo biển Quỳnh Châu rồi đến đảo Hải Nam. Từ đó, Type 63 được thủy quân lục chiến quân giải phóng nhân dân Trung Quốc sử dụng để tuần tra bờ biển.
Trong chiến tranh biên giới Việt-Trung năm 1979, Type-63 xuất hiện ở cả hai bên chiến tuyến. Trung Quốc huy động 7 trung đoàn và 2 tiểu đoàn với 781 xe chiến đấu, gồm 697 xe tăng, 66 thiết giáp chở quân và 18 thiết giáp mang dàn hỏa tiễn. Lực lượng trực tiếp tham chiến là 4 trung đoàn tăng hạng nhẹ Type-62 (420 xe), 1 trung đoàn xe tăng Type-59 (80 xe), 1 trung đoàn xe tăng Type-63 (80 xe) và 1 tiểu đoàn hỏa tiễn tự hành Type-70 (18 xe), tổng cộng 580 xe tăng, 60 thiết giáp và 18 thiết giáp mang dàn hỏa tiễn. Còn lại 1 trung đoàn xe tăng hạng trung T-34] (80 xe tăng) và 1 tiểu đoàn tăng hạng trung Type-59 (37 xe tăng) làm dự bị phía sau, không tham chiến. Trong số 640 xe chiến đấu tham chiến, có 609 chiếc bị phá hủy hoặc hư hỏng ở nhiều cấp độ, 87% trong số đó (tương đương 530 xe) xảy ra trong 4 ngày chiến đấu đầu tiên (trong đó ngày 17-2 lên tới 52%, còn lại lần lượt là 15%, 13%, 7%). Số xe bị trúng hỏa lực Việt Nam được Trung Quốc xác định là 31%, tức là khoảng 190 xe, trong đó có 76 chiếc bị phá hủy hoàn toàn Tỷ lệ tổn thất cao là do địa hình hiểm trở khiến Type-63 dễ bị bộ binh phục kích, vỏ giáp mỏng cũng khiến nó dễ bị phá hủy bởi súng chống tăng vác vai.
Type 63 đã được xuất khẩu sang Albania, Pakistan, Myanmar, Campuchia, Sri Lanka, Cộng hòa Dân chủ Nhân dân Triều Tiên và Việt Nam.

### Việt Nam
Nó xuất hiện trong giai đoạn cuối của cuộc chiến tranh Việt Nam. Kiểu 63 cho thấy tính cơ động tuyệt vời trong các địa hình khó khăn cho các xe tăng hạng nhẹ.
Ở Việt Nam, những chiếc Type 63 đầu tiên được Trung Quốc viện trợ cho Việt Nam năm 1971. Type 63 được sử dụng lần đầu tiên trong chiến đấu vào tháng 12/1971 ở chiến dịch Cánh đồng Chum trong đội hình Tiểu đoàn xe tăng 195A.
Trận đánh nổi tiếng của Type 63 là trận phòng ngự cảng Cửa Việt đêm ngày 27 - rạng ngày 28/1/1973. Để chống lại 130 xe tăng, xe thiết giáp các loại của đối phương, Quân Giải phóng chỉ có đại đội tăng thiết giáp số 1 gồm 6 xe: 1 xe tăng Type 63 (số hiệu 704), 3 xe thiết giáp K-63 (có trang bị 2 bệ phóng tên lửa chống tăng B-72), 2 xe thiết giáp BTR-50 lắp cao xạ 23mm. Đến rạng sáng 28/1, đại đội 1 được chi viện thêm 1 xe tăng T-54 của Trung đoàn 203 và 2 xe BTR-50 lắp cao xạ 23mm.
Kíp xe Type 63 số hiệu 704 gồm 4 thành viên: Thiếu úy Nguyễn Văn Khoán – Đại đội trưởng, trưởng xe; Hạ sĩ Nguyễn Thế Tường – lái xe; Hạ sĩ Hoa Xuân Toàn – Pháo thủ; Binh nhất Nguyễn Văn Khanh – nạp đạn kiêm điện đài. Trong đêm tối, xe tăng 704 đã bất ngờ xuất kích đánh vào sườn đội hình địch, với 8 phát đạn đã bắn cháy 5 xe tăng M48 Patton và bắn hỏng 2 xe tăng M48 khác, đồng thời tiêu diệt hàng chục bộ binh. Đến rạng sáng, xe tăng 704 đã trúng đạn pháo của địch, Đại đội trưởng Nguyễn Văn Khoán và nạp đạn viên Nguyễn Văn Khanh hy sinh, pháo thủ Hoa Xuân Toàn và lái xe Nguyễn Thế Tường bị thương nặng. Kết thúc trận đánh, quân Giải phóng đã phòng ngự thành công cảng Cửa Việt. Riêng đại đội 1 đã bắn cháy 16 xe tăng, xe thiết giáp, yểm trợ bộ binh thu giữ 3 xe tăng M48 Patton, 3 xe tăng M41 Walker Bulldog và 5 xe M-113. Phía Đại đội 1 bị bắn cháy 5 xe (1 xe tăng Type-63 và 4 xe thiết giáp). Ngày 23/9/1973, Đại đội 1 được phong tặng danh hiệu Anh hùng Lực lượng vũ trang nhân dân.
Sau ngày ngày 30 tháng 4 năm 1975, trong một phim tài liệu dựng lại cảnh xe tăng Quân Giải phóng miền Nam Việt Nam húc đổ cổng Dinh Độc Lập và tiến vào dinh này, vì không tìm được chiếc xe Type-59 nên các nhà làm phim đã phải dùng một chiếc Type 63 để thay thế.

## Các quốc gia sử dụng

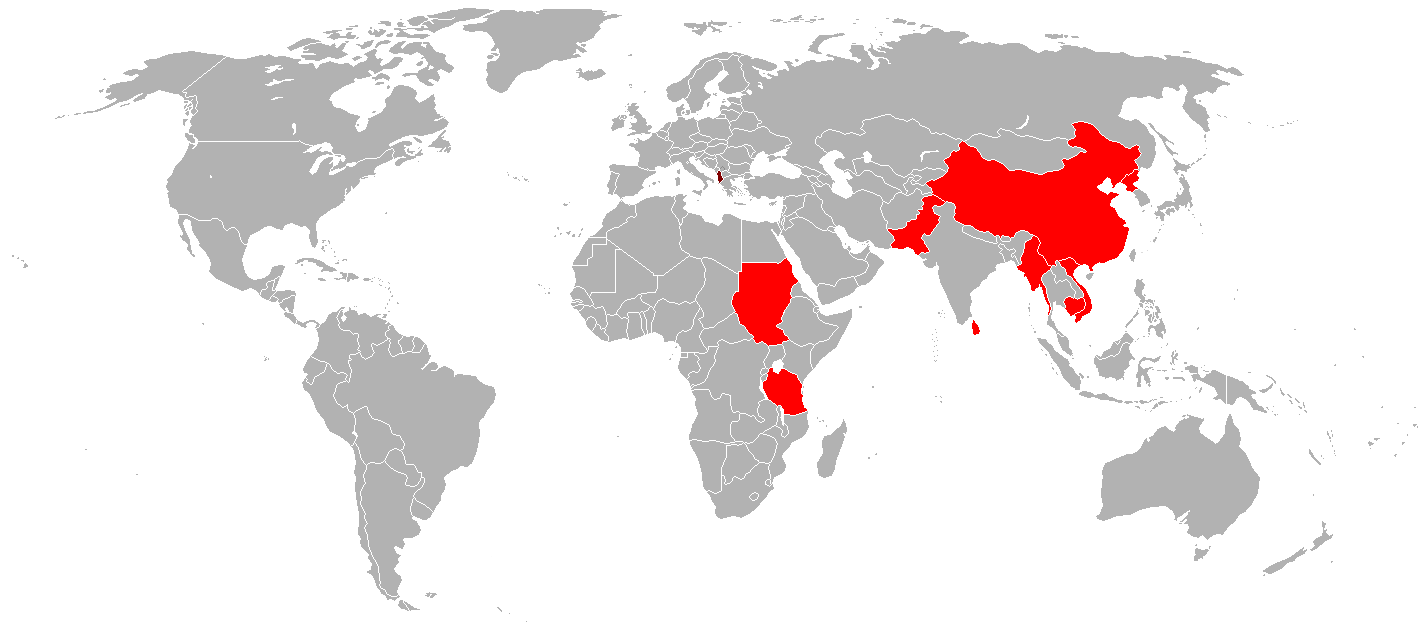
Các nước sử dụng Type 63

Campuchia - 20
 Bắc Triều Tiên
 Myanmar - 50
 Pakistan - 50
 Cộng hòa Nhân dân Trung Hoa - 300 Type 63A, Type 63A-I và Type 63A-II
 Cộng hòa Congo - 8
 Sri Lanka
 Sudan
 Tanzania - 30
 Việt Nam - 150 Sử dụng bởi Hải quân Đánh bộ Việt Nam
Các nước sử dụng cũ
 Albania - 200 (đã cho giải tán)